# Circle (Alaska)
Pour les articles homonymes, voir Circle.
Circle aussi appelée Circle City, est une ville d'Alaska aux États-Unis, faisant partie de la Région de recensement de Yukon-Koyukuk. Sa population était de 104 personnes en 2010.
Elle est située à l'extrémité de la Steese Highway, à 200 km de Fairbanks. Son nom lui a été donné par les mineurs, à la fin du XIXe siècle, qui croyaient avoir atteint le Cercle Arctique, lequel se trouve à 50 kilomètres au nord. C'est la dernière communauté rencontrée sur la route qui longe le fleuve Yukon. À proximité se trouve le site historique Coal Creek Historic Mining District, qui rappelle le passé minier de la région.
Chaque mois de février, Circle est un point de passage de la course de traîneaux Yukon Quest.

## Histoire
Circle a été fondée en 1893, comme point de déchargement des marchandises en provenance de la mer de Béring, et du fleuve Yukon. Ces denrées étaient particulièrement destinées aux camps miniers dont le principal se trouvait sur Birch Creek et ses affluents. En 1896 juste avant la Ruée vers l'or du Klondike, Circle était une importante ville minière, avec plus de 700 habitants. Il y avait un magasin général, des salles de bal, un opéra, une bibliothèque, une école, un hôpital, des églises, un journal local, etc. On l'appelait le « Paris du Grand Nord » ou aussi « la plus grande ville du monde tout en rondins ».
Mais Circle perdit une grande partie de sa population et de ses activités quand la découverte de l'or du Klondike supplanta en quantité la prospection locale, ainsi que celui trouvé à Nome en 1899. Il reste toutefois actuellement quelques prospecteurs indépendants sur le site.
Circle conserve quelques activités touristiques pour les randonneurs et les descendeurs du fleuve, avec un magasin d'alimentation, un motel, une station service et un camping. Quelques avions privés assurent la liaison avec le territoire du Yukon et le reste de l'état de l'Alaska, tandis qu'un vapeur relie la ville à Dawson City avec une escale à Eagle.

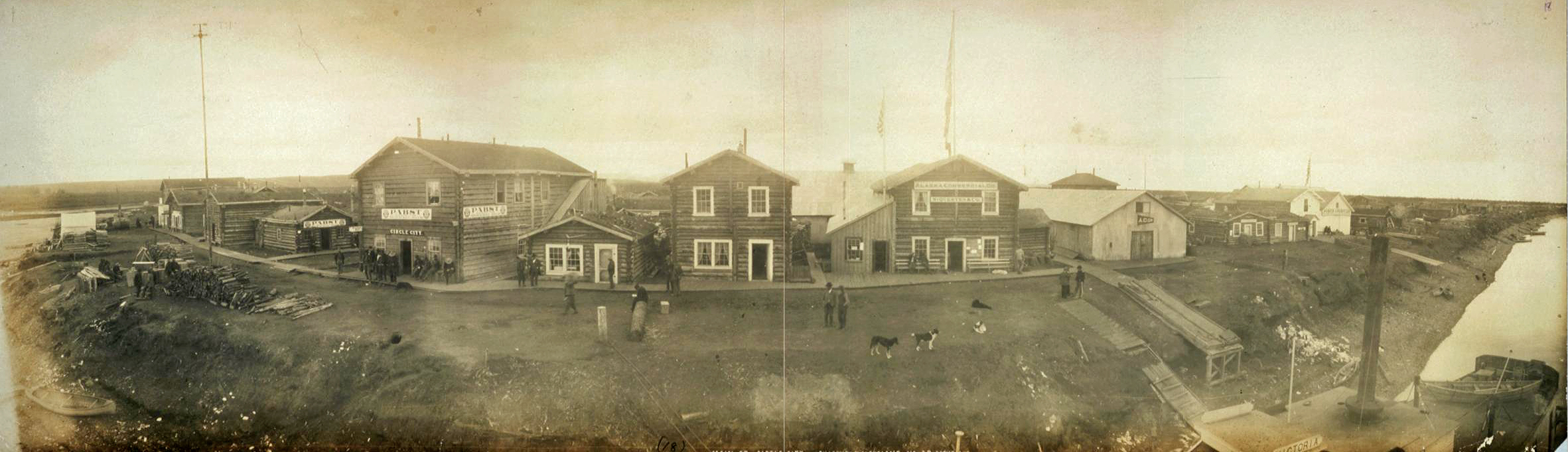
La rue principale de Circle en septembre 1899

## Démographie
| Groupe                              | Circle | Alaska | États-Unis |
| ----------------------------------- | ------ | ------ | ---------- |
| Autochtones d'Alaska et Amérindiens | 84,6   | 14,8   | 0,9        |
| Blancs                              | 9,6    | 66,7   | 72,4       |
| Métis                               | 5,8    | 7,3    | 2,9        |
| Autres                              | 0,0    | 11,2   | 23,8       |
| Total                               | 100    | 100    | 100        |
|                                     |        |        |            |
| Hispaniques et Latino-Américains    | 1,9    | 5,5    | 16,7       |

Selon l'American Community Survey, pour la période 2011-2015, 64 personnes âgées de plus de 5 ans déclarent parler l'anglais à la maison, 19 déclarent parler une langue athapascane et une personne une autre langue non spécifiée.
| 1900 | 1910 | 1920 | 1930 | 1940 | 1950 |
| ---- | ---- | ---- | ---- | ---- | ---- |
| 242  | 144  | 96   | 50   | 98   | 83   |

| 1960 | 1970 | 1980 | 1990 | 2000 | 2010 |
| ---- | ---- | ---- | ---- | ---- | ---- |
| 41   | 54   | 81   | 73   | 100  | 104  |